# チャンピオンズファーム
株式会社チャンピオンズファームは、北海道沙流郡日高町富川西1-2-20に本社を置く、競走馬（サラブレッド）の生産、育成を行う牧場である。

## 歴史
2000年に創業。
2015年5月21日に株式会社UPHILL（代表取締役：幣旗政則）と合同で兵庫県南あわじ市にチャンピオンズファーム淡路を開場。
2020年10月19日、滋賀県大津市に外厩チャンピオンヒルズが開場。

## 施設
- 本社（北海道沙流郡日高町富川西1-2-20）[1]
- 生産（北海道日高郡新ひだか町静内豊畑297）[1]
- 中期育成・事務局（北海道千歳市駒里2246-9）[1]
- チャンピオンズファーム淡路（兵庫県南あわじ市灘仁頃字中ノ谷106-1）[1]
- チャンピオンヒルズ（滋賀県大津市伊香立下在地町）[1]

## 代表者
- 代表取締役：中村明人[1]

## 主な生産馬
旧名称「曾田農園」「レキシントンファーム」時代の生産馬を含む。括弧内は当該馬の優勝重賞競走。G1級競走は太字。
- アーバンストリート（2009年シルクロードステークス）[4]
- サミットストーン（2014年浦和記念）[4]
- マドリードカフェ（2017年京都ハイジャンプ）[5]
- ペリエール（2023年ユニコーンステークス、2025年エルムステークス）[6]
- パンジャタワー（2024年京王杯2歳ステークス、2025年NHKマイルカップ）
- ピコチャンブラック（2025年スプリングステークス）